# Hana no Asuka-gumi!
Hana no Asuka-gumi! (花のあすか組!, « Le glorieux gang Asuka ! ») est un manga japonais de Satosumi Takaguchi sérialisé en Monthly Asuka. Il a été adapté en une série dramatique télévisée, deux films en prises de vues réelles, deux OVA et deux CD. C'est l'une des séries avec des filles délinquantes (sukeban) populaires dans les années 1980. Deux nouvelles séries de mangas ont été publiées, l'une de 2003 à 2009 et l'autre de 2007 à 2008.

## Médias

### Anime
Il existe deux OVA: Shin Kabukicho Story Hana no Asuka-gumi!, publié le 12 juin 1987 et Hana no Asuka-gumi! Lonely Cats Battle Royale, publié en 1990.

### Série télévisée
Une série télévisée a été diffusée sur Fuji Television du 11 avril au 26 septembre 1988.

#### Distribution
- Hikari Ishida (Harumi)
- Megumi Odaka (Asuka)
- Natsuki Ozawa (Miko)

## Film en prises de vues réelles
Deux films en prise de vues réelles ont été produits: le premier, réalisé par Yōichi Sai et sorti le 13 août 1988 et le deuxième, Hana no Asuka-gumi! Neo, réalisé par Yutaka Tsurita et sorti le 25 avril 2009.